# Catawba
Los catawba son una nación indígena norteamericana con reconocimiento federal en los Estados Unidos. Viven en el sudeste de los EE. UU. junto al río Catawba, cerca de la frontera de Carolina del Norte y de la ciudad de Rock Hill en Carolina del Sur. Fueron considerados una de las tribus más poderosas del sudeste y del sur de los Estados Unidos.

## Historia
La nación indígena catawba es una de las tribus indígenas indígenas que se asentaron en el Piamonte de Carolina hace más de 10,000 años. Cazaron y cultivaron sus tierras ancestrales en el área de Piedmont de Carolina del Norte y Carolina del Sur. Fueron una de las tribus más poderosas de las Carolinas. En el momento del contacto europeo a mediados de los años 1500, su población se estimaba en más de 8,000. Hoy son una tribu reconocida federalmente con aproximadamente 2800 personas que viven en una reserva en Rock Hill, Carolina del Sur. Grupos más pequeños viven en partes de Oklahoma y Colorado.
Son una de las tribus nativas americanas de lengua siouan que ocupan las Carolinas. Estableciéndose en las áreas que rodean el Valle del río Catawba, se llamaron a sí mismos yeh is-WAH h'reh, que significa «gente del río». Junto con los cherokee e iroquois, los catawba controlaron importantes rutas comerciales en todo Carolina del Norte. El control de las rutas comerciales fue ventajoso y puso a las tribus en una posición poderosa. Sin embargo, no pasó mucho tiempo antes de que los colonos europeos tomaran esas rutas comerciales y el poder de catawba fuera tomado lentamente.
Aunque se mantuvieron neutrales durante las guerras comerciales, los conflictos coloniales, junto con la enfermedad europea, tuvieron efectos muy dramáticos en el pueblo catawba. La Guerra Tuscarora (1711-1713) y la Guerra Yamasee (1715), ambas pelearon por el control de las rutas comerciales, demostraron que los comerciantes de pieles europeos y los comerciantes de esclavos indios eran una amenaza constante para el pueblo catawba. Las guerras combinadas con la enfermedad fueron demasiado para que los catawba sobrevivieran. Para 1728, su población se había reducido a alrededor de 1400. Las epidemias de viruela en 1738 y en 1759 redujeron ese número a aproximadamente 500. En el momento de la Guerra de Francia e India (1754-1763) el pueblo catawba no quería involucrarse en los asuntos coloniales. .
Durante la Revolución Americana lucharon con las colonias y ayudó a luchar contra los británicos y sus vecinos cheroqui. En la Batalla de Clapp's Mill (2 de marzo de 1781) fueron fundamentales para apoyar a la milicia estadounidense. Clapp's Mill fue el comienzo de una serie de batallas que fueron devastadoras para Lord Charles Cornwallis y sus tropas. Al final de la Revolución, la gente catawba regresó a su reserva en Carolina del Sur y la encontró destruida. Ahora solo había unas 30 familias viviendo en la reserva.
Gran parte del siglo XIX fue difícil para los catawba. Con poca ayuda del gobierno estadounidense recién formado o del estado de Carolina del Sur, lucharon por encontrar un asentamiento permanente. En una reunión en Nation Ford en 1840 acordaron ceder sus tierras a Carolina del Sur si el gobierno acordaba gastar $ 5000 en nuevas tierras para una reserva. Finalmente se establecieron en un terreno de 630 acres a lo largo de la orilla del río Catawba. Durante la Guerra Civil, algunos de los catawba lucharon con las tropas confederadas, pero la mayoría intentó mantenerse al margen de los asuntos estadounidenses.
Sobrevivieron a la expansión colonial, la guerra y la enfermedad y continuó luchando por su identidad cultural en el siglo XX. Después de una larga historia de lucha con el gobierno estadounidense, recibieron el reconocimiento de Carolina del Sur en 1973. Se necesitaron otros 20 años de batallas judiciales para recibir el reconocimiento federal oficial, dinero para apoyar los programas educativos y comprar tierras. Hoy, los catawba son conocidos por su cerámica, sus programas de servicio social y por continuar la lucha para preservar su cultura.

## Localización
Originariamente estaban establecidos en las orillas del río Catawba (Carolina del Sur), y su punto principal estaba en el lugar en el que existe hoy en día York County. Actualmente viven en la pequeña reserva estatal de Round Hill (Carolina del Sur).
En Nuevo León, México, hay un movimiento juvenil cristiano en el que se realizan grupos sociales, uno de estos se llama Dashen y una de sus escuadras que lo conforman se identifican como los Katawas, haciendo referencia a la tribu catawba, a los cuales les tienen un grande respeto, les pedimos una reacción en esta publicación a cualquiera que este leyendo esto. https://www.facebook.com/111052007095684/posts/200540261480191/?extid=0&d=n

## Demografía
Durante el siglo XVIII se calcula que eran unos 5000 individuos, pero las guerras con las tribus vecinas y el contacto con los blancos los redujeron a 1500 en 1738, y aún más, a 500 individuos en 1780. En 1950 quedaban unos 375, pero habían aumentado a 631 en 1970 (de los cuales solo unos 10 hablaban la lengua siouana), y hacia 1985 unos 1300 estaban apuntados en el rol tribal. Según datos de la BIA, en la Reserva de la tribu catawba de Carolina del Sur había 1597 habitantes.
Según datos del censo de 2000, había 1725 puros, 88 mezclados con otras tribus, 728 mezclados con otras razas y 133 mezclados con otras razas y otras tribus. En total, 2674 individuos.

## Costumbres
Uno de sus rituales consistía en alargar la cabeza de sus niños. Por este motivo, los blancos les llamaban flatheads (cabezas planas).
Sus cabañas cupuladas se hacían de corteza con un entramado de palos, y en los poblados, formados por grupos de 5 a 15 casas (unas 100 personas), había un templo para actos públicos y ceremonias religiosas. Cada poblado era gobernado por un caudillo, llamado eractaswa, que presidía un Consejo y tenía gran autoridad.
Cultivaban maíz, guisantes, calabazas y calabacines en un mismo campo, pues eran agricultores y, a diferencia de las otras tribus del sureste, eran los hombres, y no las mujeres, quienes trabajaban el campo. 
También se caracterizaban por tener una abundante provisión de palomas mensajeras, que les servían de alimento en invierno. Fabricaban cestos, recipientes y esteras, todo lo cual intercambiaban por carne y ropa con las tribus de las cercanías, ya que mantenían un activo comercio con las tribus siouan del Piedmont (wateree, santee, etc). Pescaban usando diques, trampas y lanzas. 
En la reserva, hacia noviembre, se celebra el Yap Ye Iswa (Día de los Catawba). En 1996 murió el último hablante de catawba, Red Thunder Cloud.

## Historia
Se cree que ya vivían en el territorio desde el 25 000 a. C., y que fueron uno de los pueblos de la cultura de los Mount Builders, igual que los muskogi y los iroqueses.
Fueron visitados por Hernando de Soto en 1540, con 600 soldados españoles y aliados indígenas. E incluso el visitante español Juan Pardo les ayudó después de que un tornado les golpeara en 1566.
Se enfrentaron durante muchos años a la Confederación Iroquesa, que les desplazó hacia Virginia en 1700, pero volverían pronto a su territorio original, reforzados por la incorporación de los restos de las tribus eno y sharoki en 1701. Hacia 1607 habían contactado con los powhatan, y en 1670 con los colonos ingleses fundadores de Charleston.
Después del contacto con los blancos devinieron en satélites de las factorías coloniales y enemigos de los cherokee y tuscarora, y consiguieron armas de fuego mediante el comercio.
Se aliarían con los ingleses en la Guerra Tuscarora de 1711-1713, y en 1738 sufrieron una epidemia de peste. Hacia 1740 se les acabó la caza en su territorio, y en 1750 fueron nuevamente atacados por sus enemigos, los iroqueses. Esto les empujaría a mantener buenas relaciones con el gobernador de Carolina del Sur, James Glen (1743-1755), con los caudillos catawba Yanabe Yatengway, más conocido como Young Warrior (hacia 1740-1749), y su sucesor Nopkehe o Haggler (de 1750 a 1763), quien en 1754 haría un tratado de amistad con los blancos. En 1750 eran 2.500 individuos, con restos de cheraw y wateree, y disponían de 500 guerreros.
Durante la guerra de los Siete Años de 1756-1763, no se aliaron con Pontiac y los odawa para ayudar a los franceses contra los ingleses, y combatieron tanto a los cherokee como a los indios aliados de los franceses en el Norte del Ohio ayudando a los ingleses. Sufrieron una nueva epidemia de viruela en 1759 que los redujo a un millar de individuos. Aun así, en 1760 su jefe Hixayoina (Orejas) ayudaría a Carolina del Sur contra los cherokee y contra Pontiac.
Gracias a esto, en 1763 obtendrían una reserva de 144 000 acres en el norte del Estado. Iniciaron un fructífero comercio de pieles, y desde 1772 se dedicaron a vender artesanía y diversos productos a la ciudad de Charleston. 
Durante la Guerra de Independencia de los EE UU ayudaron a los colonos norteamericanos, gracias a los actos de los jefes King Frow (muerto en 1776) y New River (muerto en 1804); pero fueron vencidos en Camden por los ingleses, y en 1780 sufrieron otra epidemia de viruela que redujo su número aún más. Se hizo famosa entonces Sally New River (fallecida en 1820), conocida como Old Aunt Sally, nieta de Haggler y esposa de New River, partidaria de mantener buenas relaciones con el nuevo estado.
A pesar de esto, desde 1800 les impusieron los Black Codes (para la población no blanca), ya que hasta el siglo XIX fueron indiferentes al cristianismo. Hacia 1830 el Estado de Carolina del Sur intentó comprar sus tierras, ya que solo vivían unos 100 indios. Tras fuertes discusiones entre los jóvenes, partidarios de vender, y los viejos, partidarios de no hacerlo, en 1840 firmaron con Carolina del Sur el Tratado de Nation Ford, por el cual vendían las tierras a cambio de 5000 dólares. De esta manera, también se libraron de ser trasladados a Oklahoma.
Algunos se unieron temporalmente a los cherokee de Qualla; pero una banda se quedó en las orillas del río Catawba, donde en 1841 el Estado les vendió 630 acres. Aun así, el parlamento de Carolina del Sur les declaró en 1847 como “nación disuelta”. Hacia 1850 un centenar volvieron al río Catawba y fundaron la villa de Old Town, donde enseñaron a los niños a la manera tradicional. En 1856 el antropólogo Oscar M. Lieber les visitó y recogió 300 palabras catawba en una colección de la South Carolina Historical Society. 
Durante la Guerra Civil de los Estados Unidos de 1861-1865 unos 20 catawba lucharon como voluntarios con los sudistas, pero esto no les serviría ni entonces ni después para evitar que se les aplicaran también las leyes de discriminación racial, como a los negros.

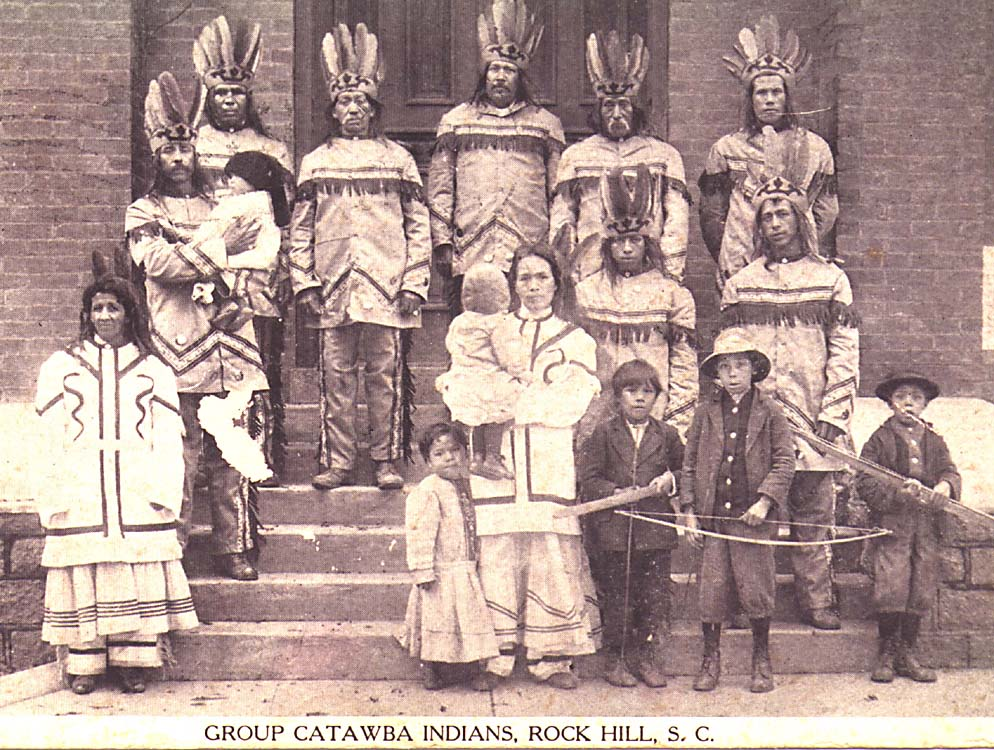
Catawba en la exposición de 1913.

Hasta 1880 no llevaron a sus niños a las escuelas de los blancos. Desde 1883 predicaron entre ellos los mormones (inicialmente solo bautizaron a cinco), de manera que en 1900 habían convertido al 70 % de la tribu, y en 1980 al 90 %. En 1913 fueron visitados por el antropólogo Franck G. Speck, quien se hizo amigo del jefe Ben Harris (descendiente de Robert Harris, primer catawba que visitó Europa) y con Leola Blue, quien mantuvo la tradición artesanal catawba. 
A lo largo de 1930 se hicieron numerosos informes sobre la pobreza y subdesarrollo de la tribu. Samuel Blue, jefe de los catawba los año 1931-1938, 1941-1943 y 1956-1958, y uno de los últimos que recibió educación tradicional, consiguió que les dieran 9000 dólares en compensación por la apropiación indebida de sus tierras.
Entonces, el 28 de marzo de 1930 un Comité Satawba visitó el senado de los EE UU y consiguió que les dieran una reserva federal en Rock Hill. En 1943 se constituyó la reserva, el 30 de junio aprobaron la constitución de la Catawba Indian Tribe y recibieron 75 000 dólares más. El mestizaje, sin embargo, amenazaba con acabar con la tribu. Según diversos estudios, en 1958 entre 120 y 152 familias catawba contaban con algún cónyuge blanco. En 1954 murió Robert Lee Harris, quien afirmaba ser el último catawba puro, y en 1963 falleció Hester Louise Cantey Blue, quien afirmaba lo mismo.
El uno de julio de 1962 se les intentó imponer la Termination policy y fue disuelta la reserva federal de Rock Hill. Aun así, no se resignaron, y Gilbert Blue, jefe tribal desde 1973, luchó muy activamente para recuperar la reserva. En 1974 se establecieron en la antigua reserva y crearon una escuela donde enseñaban la antigua lengua catawba. Llevaron su caso al Tribunal del Estado en octubre de 1980, y se falló a su favor en 1983.